# Ascidia callosa
Ascidia callosa is een zakpijpensoort uit de familie van de Ascidiidae. De wetenschappelijke naam van de soort is voor het eerst geldig gepubliceerd in 1852 door Stimpson.